# بخش اسپرینگ فیلد (شهرستان جفرسون، اوهایو)
بخش اسپرینگ فیلد (به انگلیسی: Springfield Township) یک منطقهٔ مسکونی در ایالات متحده آمریکا است که در شهرستان جفرسون، اوهایو واقع شده‌است.
 بخش اسپرینگ فیلد ۷۹٫۵ کیلومتر مربع مساحت و ۲٬۳۶۷ نفر جمعیت دارد و ۲۷۵ متر بالاتر از سطح دریا واقع شده‌است.